# Kevin Foyer
Kevin Foyer (* 11. Oktober 1990 in Überlingen) ist ein deutscher Volleyballspieler.

## Karriere
Foyer begann seine Karriere beim USC Konstanz, wo er in der Regionalliga zum Einsatz kam. Von dort wechselte er zu den Volley YoungStars, dem Nachwuchsteam des VfB Friedrichshafen, das in der zweiten Liga spielte. 2011 wurde der Außenangreifer vom Bundesligisten Netzhoppers Königs Wusterhausen verpflichtet. 2013 wechselte er zum Aufsteiger VSG Coburg/Grub. 2014 ging Foyer nach Israel zu Maccabi Hod haScharon. Im November 2015 kehrte Foyer zurück in die deutsche Bundesliga und spielt jetzt beim TV Rottenburg.